# Altero Matteoli
Pour les articles homonymes, voir Matteoli.
Altero Matteoli, né le 8 septembre 1940 à Cecina et mort le 18 décembre 2017 à Capalbio, est une personnalité politique italienne.
Ministre des Infrastructures du 7 mai 2008 à la démission du gouvernement Berlusconi IV, il est parlementaire après sa réélection de 2013, depuis 29 ans et 288 jours, classé deuxième ex æquo des parlementaires italiens.

## Biographie
Altero Matteoli avait déjà été ministre de l'Environnement dans les trois précédents gouvernements de Silvio Berlusconi. Il a débuté la politique au sein du Mouvement social italien, dont il a été un des principaux dirigeants en Toscane. Au long de sa longue carrière parlementaire, il a fait partie de la commission parlementaire d'enquête sur la loge maçonnique P2 et a été le chef du groupe parlementaire d'Alliance nationale au Sénat.
Le 7 mai 2013, il est élu président de la 8e commission parlementaire permanente du Sénat, chargé des travaux publics et des télécommunications.